# Apanteles bistonis
Apanteles bistonis är en stekelart som beskrevs av Watanabe 1934. Apanteles bistonis ingår i släktet Apanteles och familjen bracksteklar. Inga underarter finns listade i Catalogue of Life.